# Біля твоїх дверей
«Біля твоїх дверей» (англ. Right at Your Door) — американський постапокаліптичний фільм режисера Кріса Горака. Прем'єра відбулася у 6 вересня 2006 року в Америці. Фільм про те, як "брудну бомбу" скинули в Лос-Анджелесі, знищуючи автостради та розповсюджуючи отруйну хмару.

## Опис фільму
Після того, як Лексі виходить з дому, щоб відвідати Central LA, відбувається теракт за допомогою хімічних бомб. Після нападу, її чоловік-музикант, Бред, не може знайти її і неохоче запечатує себе в своєму будинку. Він буде мати справу з наслідками теракту найближчими днями.

## Список акторів
- Мері МакКормак — Лексі
- Рорі Кокрейн — Бред
- Тоні Перес — Альваро
- Скотті Нойд молодший — Тіммі
- Джон Уертас — Рік
- Макс Каш — Капрал Маршалл
- Девід Річардс — Ніл Сіммонс
- Ніна Баррі — Кеті Рейнольдс
- Ед Мартін — Хуан Мартінес
- Дженні О'Хара — мама Лексі
- Уїлл МакКормак — Джейсон
- Гектор Луїс Бустаманте — Власник магазину
- Соледад Сент-Ілер — Устаткована дівчина
- Алехандра Флорес — Злякана дівчина
- Найджел Гіббс — Інший співробітник